# Milicia al-Kaniyat
La milicia al-Kaniyat, también conocida como Brigada al-Kani o Séptima Brigada de Tarhuna, fue una milicia libanesa surgida en la ciudad de Tarhuna tras la caída de Muamar el Gadafi en 2011. Se mantuvo bajo el liderazgo del Gobierno de Fayez al Sarraj  como parte de la Guardia Presidencial desde su creación en 2012 hasta 2019, momento en el que cambió de bando apoyando al Gobierno de Tobruk.  
Desde el alto el fuego de 2020 la milicia se disolvió como grupo armado y, mientras algunos de sus miembros se encuentran detenidos por las autoridades libias, muchos otros se encuentran prófugos.

## Historia
Tras la caída de la dictadura de Gadafi al final de la primera guerra civil libia de 2011 se mantuvieron las hostilidades entre las distintas facciones beligerantes. Este estado conflictivo enfrentó no solo las facciones predominantes del Gobierno de Tobruk y del Gobierno de transición sino que también tuvo frentes importantes formados por otras milicias y grupos tribales (como el Frente Toubou para la Salvación de Libia), la coalición de grupos islamistas y yihadistas Consejo Shura de Revolucionarios de Bengasi y milicias que lucharon contra Gadafi pero se negaron a deponer las armas al final de la guerra. En 2014 estalló la segunda guerra civil libia, que duró hasta el alto el fuego de 2020. Pese al alto el fuego de 2020 Libia sigue dividida entre dos Gobiernos rivales, el Gobierno de Unidad Nacional (GUN), gobierno reconocido por la comunidad internacional y con sede en Trípoli, y el Gobierno de Tobruk, actualmente denominado Gobierno de Estabilidad Nacional con sede en Bengasi. El Gobierno de Trípoli controla las Fuerzas Armadas de Libia y el Gobierno de Estabilidad Nacional está respaldado por el Ejército Nacional Libio (LNA).
La mayoría de la localidad de Tarhuna, una ciudad de unos 150.000 habitantes situada a 90 km al sureste de Trípoli, se mantuvo leal a Gadafi, y tras su derrocamiento los ocho hermanos de la familia Kani apoyaron a los rebeldes y tomaron gradualmente el control del gobierno de la ciudad. Los Kani, liderados por Mohamed Khalifa al-Kani, fueron reforzando algunas de las fuerzas militares existentes en la ciudad, que contaba con el apoyo económico del Gobierno de transición, y bajo una estructura de señores de la guerra crearon su propia milicia de varios miles de combatientes. Ejercieron el control mediante la extorsión de los negocios locales, el tráfico de drogas y de armas, así como mediante el uso de las detenciones arbitrarias, torturas y asesinatos, especialmente de sus opositores y sus familias. A principios de 2018 invadieron la ciudad de Castelverde, retirándose la misma noche, debido a que uno de los hermanos fue muerto a manos de un francotirador de la misma ciudad.
En 2018 quedaban con vida cinco de los ocho hermanos, que supuestamente provienen de un entorno salafista, y estaban al mando de diversas secciones: Abdul Khaliq Khalifa Al Kani actuaba como líder político y tribal, Mohammed Khalifa Ali Kani como jefe del consejo militar de Tarhuna. Muammar Khalifa al-Kani estaba al mando del Ministerio de Finanzas, los bancos y los municipios de la ciudad, y Abdulrahim Khalifa Al-Kani supervisaba la seguridad de la ciudad. El quinto hermano, Muhsin Khalifa al-Kani, ostentaba el mando efectivo de la Séptima Brigada en Trípoli. 
A mediados de 2018 cambiaron su alianza del Gobierno de Trípoli al Gobierno de Tobruk, ayudando al Ejército Nacional Libio (LNA) en un intento de tomar la capital del país. Tarhouna fue tomada por el Ejército libio en 2020 y los cuatro hermanos al-Kani que quedaban con vida huyeron a territorio controlado por el LNA. 

## Crímenes de guerra
Según la organización estatal Autoridad de Búsqueda e Identificación de Personas Desaparecidas el número de personas desaparecidas se encuentras sobre las 350, incluyendo mujeres y niños, aunque la población local considera que se aproxima a las 1000 personas.Posteriormente a la retirada de la milicia las víctimas de Tarhuna crearon una asociación de ayuda llamada Tarhouna Victims Association.
Diversos países como Estados Unidos o el Reino Unido y organizaciones como las Naciones Unidas han aplicado sanciones a miembros de la milicia al-Kaniyat bajo acusaciones que incluyen desapariciones forzadas, torturas y asesinatos de civiles.En noviembre del 2022 el Tribunal Internacional de Justicia realizó una investigación sobre los crímenes de guerra cometidos entre 2013 y 2022, y anunció que se estaban presentando más solicitudes de órdenes de arresto en relación con la situación en Libia.
El 30 de agosto de 2024 las Naciones Unidas publicaron un informe elaborado por UNSMIL alertando de la falta de rendición de cuentas sobre los crímenes cometidos en Tarhuna por parte de la milicia Kaniyat, y que esto podía llevar de nuevo a un aumento de las hostilidades.El informe documenta graves violaciones de derechos humanos ocurridas entre 2013 y 2022, incluidas ejecuciones extrajudiciales, desapariciones forzadas, agresiones sexuales, detenciones arbitrarias y desplazamiento forzado.
El 4 de octubre de 2024 la Corte Penal Internacional (CPI) reveló órdenes de arresto para seis exmiembros de la milicia al-Kaniyat, según el fiscal de la corte, Karim Khan, tres de los sospechosos nombrados en la orden de arresto eran miembros de las fuerzas de seguridad de Libia que se habían aliado con la milicia cuando esta gobernaba la ciudad de Tarhuana, mientras que los tres restantes eran líderes o miembros destacados de la milicia.
El fiscal jefe de la CPI también informo que su investigación había encontrado evidencia de numerosos crímenes de guerra cometidos por la milicia al-Kaniyat contra la población civil de Tarhuana, incluyendo abusos sexuales, violaciones, asesinatos y tortura.